# Смирнов, Григорий Лаврентьевич
Григо́рий Лавре́нтьевич Смирно́в (26 октября [8] ноября 1910, Кувака, Пензенская губерния — 1981) — советский государственный и политический деятель, министр сельского хозяйства РСФСР (1960—1961).

## Биография
Родился в 1910 году.
В 1926—1960 годах — секретарь Данилкинского, Верхне-Спасского, Воздвиженского сельсоветов Саратовской губернии, на строительстве железной дороги Термез — Душанбе, корреспондент газеты «Комсомолец Востока», инженер Свердловского облземуправления, на строительстве Богословского алюминиевого завода, заместитель председателя Свердловского облисполкома, начальник управления механизации Главного управления полезащитного лесоразведения при СМ СССР, заместитель заведующего, заведующий сектором, заместитель, первый заместитель заведующего сельхозотделом ЦК КПСС.
С 20 января по 14 июня 1960 года — заместитель председателя Совета министров РСФСР.
С 14 июня 1960 года по 27 января 1961 года — министр сельского хозяйства РСФСР.
С марта 1961 года по декабрь 1962 года — председатель Пензенского областного исполнительного комитета Совета депутатов трудящихся.
В годы разделения Пензенского облисполкома на сельский и промышленный, с декабря 1962 года по декабрь 1964 года был единственным в истории Пензенской области председателем Пензенского сельского областного исполнительного комитета Совета депутатов трудящихся.
С декабря 1964 года по май 1965 года — председатель Пензенского областного исполнительного комитета Совета депутатов трудящихся.
В 1965—1977 годах — заместитель министра сельского хозяйства РСФСР, первый заместитель председателя Государственной плановой комиссии РСФСР.
В 1977—1981 годах — заведующий Отделом агропромышленного комплекса Совета министров РСФСР.

## Награды
- Орден Ленина
- Пять орденов Трудового Красного Знамени (в том числе 08.02.1947 — за достигнутые успехи в развитии сельского хозяйства в 1946 году, выполнение государственного плана хлебозаготовок и своевременное обеспечение семенами весеннего сева; 10.12.1960 — в связи с пятидесятилетием со дня рождения и за заслуги перед Советским государством[2]; 6.11.1970 — за многолетнюю плодотворную работу в области развития сельского хозяйства и в связи с шестидесятилетием со дня рождения[3])
- Медаль «За трудовую доблесть» (25.12.1959) — за достижение высоких показателей в производстве и продаже государству в 1959 году мяса и других продуктов сельского хозяйства[4]
- медали